# استان کرمانشاه در جنبش مشروطه ایران

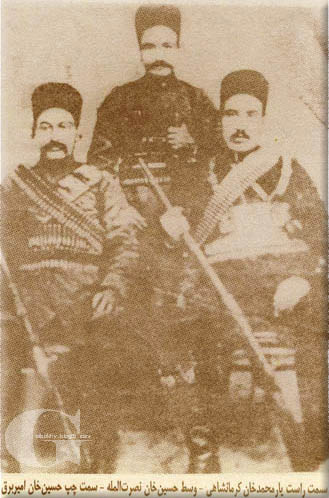
یارمحمدخان کرمانشاهی (سمت راست)، حسین خان نصرت‌المله (وسط)، حسین خان امیربرق (سمت چپ)

در آغاز سده بیستم هم‌زمان با حرکت مردم در تهران برای تأسیس عدالتخانه و برقراری مشروطیت در دیگر شهرها نیز فعالیت‌های زیادی از جانب طرفداران مشروطه انجام گرفت که با مخالفت طرفداران استبداد روبرو شد. این فعالیت‌ها دامنه کشمکش‌ها را گسترش داد و اوضاع کشور را به سویی کشاند که این دو گروه در مقابل یکدیگر شروع به دسته‌بندی نمودند. این دسته‌بندی‌ها در کرمانشاه منتج به درگیری میان مستبدین و مشروطه خواهان گردید و باعث نا آرامی منطقه شد.

## سهم مشروطه خواهی کرمانشاه
در رابطه با نقش کرمانشاه در جنبش مشروطه باورهای دوگانه‌ای وجود دارند. برخی مانند آن لمبتون کرمانشاه را شهری واجد اهمیت در جنبش مشروطه ندانسته‌اند،‌ اما برخی دیگر از منابع خلاف این دیدگاه را ارائه داده‌اند. دانشنامۀ‌ ایرانیکا سهم کرمانشاه در جنبش مشروطه را به سزا دانسته است. منصوره اتحادیه اوضاع شهر کرمانشاه را پس از مجلس دوم مشروطه بسیار انقلابی دانسته است. اصغر شیرازی نیز در تحلیل مشروطیت در میان کردها معتقد است که در کرمانشاه نسبت به دیگر مناطق کردنشین جنبش بیشتری وجود داشته‌است.

## مشروطه و مردم کرمانشاهی
در واقع در منطقۀ ‌کرمانشاه موضع چندگانه‌ای در قبال مشروطه وجود داشت که سبب می‌شد برخی از آن حمایت کرده و برخی دیگر با آن مخالفت کنند. بیشتر ایلات کرد در کرمانشاه، اردلان و مکریان از مشروطه حمایت نمی‌کردند. کردهای سنندج و کرمانشاه نیروی اصلی سالارالدوله برادر محمدعلی شاه بودند که به دنبال رسیدن به قدرت بود. در این میان ایل کلهر در درگیری‌هایی که سالارالدوله به راه انداخته بود و از ۱۲۸۶ تا ۱۲۹۱ ادامه داشت نقش اساسی را بازی می‌کرد و از ابتدا علم مخالفت را با مشروطه‌طلبان برداشته بود. همچنین به گفتۀ احمد کسروی برخی ایلات کرد نیز با عثمانی در حمله به ایران همکاری می‌کردند. از طرف دیگر در قانون انجمن‌های ایالتی و ولایتی و نظام‌نامۀ انتخابات نیز توجهی به ایلات نشده بود و تنها امکان مشارکت در سیاست برای ایلات به انتخاب یک نفر به عنوان نماینده در انجمن هر ایالت محدود شده‌بود که خود یکی از دلایل نارضایتی ایلات بود. در نظام‌نامۀ انتخابات مجلس دوم مسئلۀ راهیابی نمایندگان ایلات به مجلس به تصویب رسید، اما تنها به پنج ایل بختیاری، قشقایی، شاهسون، ترکمن و خمسه اجازه داده شد در مجلس شورای ملی نماینده داشته باشند، و ایلات کرمانشاه، سنندج، سقز، ساوجبلاغ مکری تنها حق داشتند به نمایندگان دیگر رأی بدهند.

## کرمانشاه و آغاز جنبش مشروطه‌خواهی
سیف الدوله حکمران کرمانشاه که مردی مستبد و از طرفداران سرسخت محمد علی شاه بود، بدون توجه به تلگرافهای مجلس در جهت رسیدگی به شکایت‌ها و امورات مردم و همچنین اعلام بی‌طرفی، به عنوان رهبر مستبدین عمل می‌کرد و به این مشکلات دامن زده اوضاع را آشفته‌تر می‌ساخت. ملک‌زاده در ذیل حوادث شهرهای ایران در این ایام، راجع به اوضاع کرمانشاه می‌نویسد:

این شهر که مرکز ایالت غرب ایران است و بیش از سایر شهرها، مردان مستبد و مقتدر دارد در طلوع مشروطیت میدان جنگ‌های خونین و قتل و غارت‌هایی شد که در سایر نقاط ایران نظیر آن دیده نشده بود. حاکم شهر حاجی سیف الدوله برادر عین الدوله مرد مستبدی بود و نمی‌خواست وکلایی برای مجلس انتخاب شوند. این بود که به مخالفت مشروطه‌خواهان برخاست و در نتیجه جنگ در میان دو دسته درگرفت. مستبدین خانه‌های ملاهای معروف را که مخالف مشروطه بودند مرکز خود قرار دادند و مشروطه‌طلبان در قنسولخانه انگلیس و تلگرافخانه اجتماع کردند. شهر به‌کلی در حال تعطیل بود بازارها بسته و هزاران مرد مسلح از دو طرف شب و روز با هم جنگ و تیراندازی می‌کردند. چندین هزار نفر از ایلات مسلح اطراف کرمانشاه به تحریک مستبدین به شهر هجوم بردند، بازارها و خانه‌های مردم را غارت کردند و عده‌ای بی‌گناه را کشتند.

مشکلات و فشار فراوان بر مردم و عدم توجه حکمران به تلگراف‌های مجلس و اصرار در مخالفت با مشروطه تا آنجا بود که مردم و مشروطه‌خواهان تلگرافی برای علماء ثلاثه در نجف مخابره نمودند. ناظم‌الاسلام در ذیل حوادث روز دوشنبه ۱۳ ذی‌الحجة الحرام به سال ۱۳۲۴ه‍.ق می‌نویسد:

امروز مجلس تعطیل است. در انجمن طلاب مذاکره از اختلاف کرمانشاه بود که در کرمانشاه اختلافی بزرگ در قبول مشروطیت به میان آمده، بالاخره رجوع به علماء عتبات کرده‌اند. علماء ثلاثه نجف یعنی جناب حجةالاسلام آقای حاج میرزا حسین حاج میرزا خلیل و جناب حجةالاسلام آقای آخوند ملا محمد کاظم خراسانی و جناب آقای حاج شیخ عبدالله مازندرانی حکم کرده‌اند به وجوب مشروطیت دولت ایران و اینکه مردم اطاعت احکام مجلس شورای ملی را بنمایند. با این وصف جمعی از مستبدین و علماء مخالفت نموده مانع انتخاب وکلا می‌باشند؛ ولی امام جمعه کرمانشاه با نهایت میل در امر مشروطیت و امر انتخاب ساعی است از بذل مال وجان دریغ نمی‌فرماید. بنای طلاب بر این شد که مجلس رسماً از دولت بخواهد که مانعین مشروطیت را جلوگیری نماید.

## تحصن در کنسولگری بریتانیا
پی از اینکه رهبر مشروطه‌خواهان کرمانشاه، یعنی امام جمعه شهر فوت شد و به قولی توسط مستبدین مسموم گردید؛ و از طرف دیگر سیف‌الدوله همچنان در عقیده و مرام خویش در دشمنی با مشروطه‌خواهان استوار بود، و ایلات و عشایر بیشتر طرفدار مستبدین و قشون دولتی بودند تا مشروطه خواهان. به همین علل، طرفداران مشروطه و رهبر آن‌ها که پس از فوت امام جمعه، اکنون حاج محمد مهدی روحانی محبوب و سرشناس کرمانشاهی بود وقتی که دیدند سیف‌الدوله حاکم کرمانشاه با مستبدین آشکارا همراه است و به تلگراف‌های مجلس وقعی نمی‌نهد از ترس جان به قنسولگری انگلیس پناه آوردند. با وجود این باز مستبدین و ایلات و طوایف طرفدار آن‌ها در آنجا به متحصنین که جمعیت آن‌ها در حدود ۲۰۰۰ نفر و بلکه بیشتر بود حمله‌ور می‌شوند. ملک‌زاده می‌نویسد:

چون مستبدین از کمک ایلات بهره‌مند بودند به طرف قنسولخانه که مشروطه خواهان در آن متحصن بودند هجوم بردند و تیراندازی کردند ولی جرأت نکردند وارد قنسولخانه شوند و متحصنین را به قتل برسانند. آقا محمد مهدی که رئیس حزب میلیون بود، با دوهزار نفر در قنسولخانه انگلیس متحصن بود و محمد علی شاه تسلیم او را از سفارت انگلیس تقاضا کرد؛ ولی سفارت نپذیرفت.

متحصنین مدتی در قنسولگری متحصن بودند تا اینکه در نتیجه اعتراضات سفارت انگلیس و شکایات متحصنین و مردم، سیف‌الدوله مستبد عزل گردید و ظهیرالدوله که مردی آزادی‌طلب و خیرخواه بود به‌جای او منصوب گردید.

## نشریات و انجمن‌های مشروطه
در فضای نسبتاً آزاد پس از انقلاب مشروطه به جز انجمن‌های ایالتی و ولایتی، تعداد زیادی انجمن غیرحکومتی در دوران مشروطه به راه افتاد که یکی از ارکان جامعۀ مدنی را می‌ساختند. در شرایطی که در تهران نزدیک به دویست، در اصفهان چهل، در کاشان چهارده و در رشت سیزده انجمن به راه افتاده بود، در کرمانشاه نیز ده انجمن غیرحکومتی تأسیس شده و به فعالیت مشغول بود.
در کشمکش‌های مشروطه نخبگان مردم در مناطق غیرمرکزی از طریق تأسیس انجمن‌های ایالتی و ولایتی و توسعۀ اختیارات آن به دنبال اعمال اراده در مسائل ایالات و ولایات خود بودند، و از سوی دیگر مجلس مرکزی و دولت وابسته بدان می‌کوشیدند از طریق محدود کردن قدرت انجمن‌ها در قالب قانون معروف به قانون انجمن‌های ایالتی و ولایتی اقتدار مرکز را در ایالات حفظ کرده و حتی افزایش دهند. در نظام‌نامۀ انجمن‌های ایالتی و ولایتی کل کشور به چند ایالت و تعدادی ولایت تقسیم شد. ولایت‌ها یا تابع ایالت‌ها بودند و یا مستقیماً حکومت مرکزی. انجمن‌های ایالتی در مرکز هر ایالت تشکیل می‌شد. ولایت نیز به محدوده‌ای گفته می‌شد که دارای یک شهر حاکم‌نشین و توابع باشد. واحد دیگر تقسیمات کشوری بلوک بود که به مجموعه‌ای از روستاها و مرکز آن‌ها گفته می‌شد. در تقسیمات کشوری فقط ۴ ایالت به رسمیت شناخته شده‌بود که عبارت بود از آذربایجان، فارس، خراسان و سیستان، و کرمان و بلوچستان؛ و همچنین دوازده شهر نیز عنوان ولایت داشتند که کرمانشاه یکی از آن‌ها بود.
همچنین نشریات متعددی در کرمانشاه منتشر شد که انتشار نشریه‌ای به نام شهاب ثاقب به مدیرمسئولی سید عبدالکریم غیرت که حتی پیش از صدور فرمان مشروطع انتشار می‌یافت جالب توجه است. در انتخابات سوم مجلس شورای ملی تعداد شرکت‌کنندگان در انتخابات در شهر کرمانشاه پس از تهران و همدان بیشترین تعداد بوده است.

## مشروطه پژوهان کرمانشاهی
- اردشیر کشاورز [۱۱]
- محمدعلی سلطانی [۱۲]
- علیرضا گودرزی [۱۳]
- علی ططری [۱۴]
- محمدعلی نجفی کرمانشاهی [۱۵]